# Catania FC
Catania FC är en fotbollsklubb i Catania i Italien. Klubben har sedan grundandet huvudsakligen spelat i Serie B och Serie C. Säsongen 2023/2024 spelar klubben i Serie C. Mot Palermo och Messina spelar man så kallade sicilianska derbymatcher. 
Under ett derby mot Palermo den 2 februari 2007 dödades polismannen Filippo Raciti av några av Catanias fotbollsfans, de s.k. Ultras. Efter händelsen stoppade det italienska fotbollsförbundet all fotboll i Italien under en vecka. Catanias ordförande lämnade sin plats till förfogande med följande meddelande på klubbens nedlagda webbplats:
| ” | "We're sorry, but it seems so ridiculous to write about football in these times. Our thoughts are only for the relatives of Inspector Raciti, who died to ensure public order during a football match." | „ |

## Historia
Klubben grundades år 1946. Redan tre år efter grundandet gick Catania upp i Serie B och år 1954 gick klubben för första gången upp i Serie A, men åkte ut året därefter på grund av att ha mutat en domare vid en match. Klubben spelar därefter resten av decenniet i Serie B, men går upp igen till Serie A i slutet av årtiondet, då klubben genomlever sin hittills mest framgångsrika period i klubbens historia med sex säsonger efter varandra i Serie A (med tre 8:e placeringar som bästa resultat).
Säsongen 1970/1971 gjorde man en ny ettårig sejour i Serie A, innan man föll ned i Serie B igen, och i början av 1980-talet var det dags för en ny ettårig sejour (säsongen 1983/1984) bara för att några år senare ramla ned i Serie C där klubben spelade i över tio säsonger innan man gick upp i Serie B för att något överraskande nå Serie A igen säsongen 2006/2007, över tjugo år sedan förra gången man spelade i översta serien. Klubben gjorde säsongen 2007/2008 sin tionde säsong i Serie A.